# إيفا كارنيرو
ولدت إيفا كارنيرو في الخامس عشر من شهر سبتمبر عام 1973، في جبل طارق، إحدى المناطق التابعة للتاج البريطاني. وهي طبيبة رياضية متخصصة بالعمل مع الجهاز الفني في لعبة كرة القدم، والتي اشتهرت دوليا كطبيبة لنادي تشيلسي الإنجليزي في الفترة من 2009 إلى 2015.
انتسبت كارنيرو إلى عدة أماكن لتلقَّي تعليمها الأكاديمي من بينها، جامعة نوتنغام الإنجليزية وكلية أستراليا الجنوبية للأطباء الرياضيين الواقعة في مدينة ملبورن وكلية الملكة ماري (جامعة لندن). وبعد إنهاء دراستها، عملت كارنيرو لصالح نادي وست هام يونايتد الإنجليزي وقسم الصحة العامة والمعهد الأولمبي الطبي وكذلك في منتخب إنجلترا لكرة القدم للسيدات. وفي عام 2009، قام نادي تشيلسي بتعيين كارنيرو لتأخذ منصب الطبيبة الأولى للفريق ولكنها أُقيلت من عملها بسبب أحداث غير متوقعة وظروف مولعة بالجدل، فتركت عالم كرة القدم متجهة نحو أراضي جبل طارق.

## المولد والنشأة
ولدت كارنيرو من أب إسباني وأم إنجليزية. ومنذ مراهقتها، في السادس عشر من عمرها، كانت تحلم بأن تصبح في يوم ما طبيبةٌ رياضية وكان لديها مصدر الإلهام لذلك الحلم، فتحقق حلمها، فإذا بها في بداية مشوارها التعليمي تدرس الطب في جامعة نوتنغهام وقضت بعدها سنتين كاملتين في كلية أستراليا الجنوبية للأطباء الرياضيين ومن ثم أكملت درجة الماجستير في العلوم النظرية تخصص الرياضة والتمارين الرياضية.

## الحياة المهنية

### مطْلَع حياتها المهنية
عملت الطبيبة الإسبانية الإنجليزية في بداية حياتها المهنية لصالح نادي وست هام يونايتد لفترة محدودة، بهدف إكمال أطروحتها الأكاديمية، وعند إتمامها ذلك، تم تعيينها في هيئة الرعاية الأولية لمدينة إزلنغتون، وبالتحديد في قسم الصحة العامة. ومن ثم احترفت كارنيرو المجال الطبي بشكلٍ أوسع بالعمل مع المعهد الطبي الأولمبي البريطاني لإعداد الرياضيين البريطانيين لخوض الألعاب الأولمبية الصيفية لعام 2008، التي أُقيمت في العاصمة الصينية بكين.

### نادي تشيلسي الإنجليزي: 2009-2015
انضمت كارنيرو لنادي تشيلسي الإنجليزي للمرة الأولى في عام 2009، لتعمل مع فريق تشيلسي للشباب، قبل أن يأتي بها المدرب أندريه فيلاش-بواش إلى الفريق الأول في عام 2011، وبالرغم من إقالة المدرب الشاب في العام التالي، استمرت كارنيرو بالعمل تحت إشراف المدراء الفنيين روبيرتو دي ماتيو ورافاييل بينيتيز وجوزيه مورينيو.
وفي موسم 2014-2015، تناهى إلى أسماع طبيبة البلوز بأنها تعرضت لبعض الهتافات والصيحات التي تحمل الإساءة الجنسية، وذلك من جماهير نادي أرسنال ومانشستر يونايتد ومانشستر سيتي. الأمر الذي أحدث فوضى عارمة ضربت بأطنابها عالم كرة القدم، وبسبب هذه الحادثة، طلبت هيثر رابيتس، رئيسة اللجنة الاستشارية للإستيعاب، التابعة للاتحاد الإنجليزي لكرة القدم، من المشجعين التعهد بعدم اللجوء إلى استخدام الهتافات التي تحمل تحيزاً وتعصباً جنسياً. وبدوره شجب نادي تشيلسي كل هذه الهتافات، داعياً لوضع حد لمختلف الهتافات والإهانات التي تتضمن شكلاً من أشكال التمييز على أساس الجنس. وبدافع الإساءة التي استهدفت كارنيرو، أكدت وزيرة الرياضة البريطانية هيلين جرانت، بأن الرياضة قادرة على فعل المزيد لإماتة وباء التعصب والتمييز الفتاك الذي ينخر جسد الرياضة. وقام أليكس كلارك، صحفي صحيفة الجارديان، بتسليط الضوء على حادثة ايفا كارنيرو بهدف محو التعصب الجنسي بجميع أشكاله، سواء كان في عالم كرة القدم أو في المجتمع بشكل عام. وكانت كارنيرو مع مدرجات الفريق الاحتياطي تدعم تشيلسي الذي فاز بالدوري الإنجليزي الممتاز وبكأس رابطة الأندية الإنجليزية المحترفة (كابيتال وان).
انفجر المدرب البرتغالي، خوسيه مورينيو، غضباً في وجه طبيبة نادي تشيلسي ووصل الأمر إلى انتقادها علناً، وذلك خلال المباراة الافتتاحية لموسم 2015-2016، والتي جمعت نادي تشيلسي بنظيره سوانزي سيتي، عندما دخلت الطبيبة إلى أرضية ملعب ستامفورد بريدج؛ وذلك لمعالجة جناح الفريق، إدين هازارد، الذي بدا وكأنه لا يعاني من إصابة خطيرة وإنما كان الأمر مجرد إرهاق. وكان ذلك في الدقائق الأخيرة الحاسمة من المباراة، بينما كان يعاني الفريق اللندني من نقص عددي بعد طرد أحد اللاعبين. وبناءًا على قوانين اللعبة فإنه لا يسمح لدخول الطاقم الطبي إلى أرضية الملعب دون موافقة الحكم، ولكن عند استدعائهم فمن واجبهم الاعتناء باللاعب المصاب. فقام حكم المباراة، الإنجليزي مايكل اوليفر، باستدعاء جون فيرن، إخصَائي العلاج الطبيعي الأول والطبيبة الحسناء، مرتين لدخول الملعب. وقد دفعت كارنيرو ثمن قيامها بواجبها الطبي، بعد ما تقرر استبعادها مع فيرن من حضور مباراة الفريق ضد مانشستر سيتي في ملعب الاتحاد والجلوس في دكة البدلاء وحضور الحصص التدريية، وذلك بقرار من المدرب خوسيه مورينيو. وبدوره عبَر الاتحاد الدولي لكرة القدم بشكل عام ورئيس اللجنة الطبية، ميشيل دهوج، بشكل خاص عن دعمهم الكبير للطبيبة السابقة لنادي تشيلسي، فكل ما قامت به هو أداء واجبها الطبي والمهني.
وفي 2007، اعترف المدرب البرتغالي خوسيه مورينيو بتوجيه عبارة بذيئة باللغة البرتغالية لحكم المباراة، مايك رايلي، والتي تعني باللغة العربية (ابن العاهرة). وقام مورينيو بتوجيه تلك العبارة القاسية مرة أخرى ولكن بالصيغة الأنثوية للطبيبة ايفا كارنيرو، وبدا فيه بشكل واضح استخدام لغة لا أخلاقية مست والدتها. وفي الثاني والعشرين من شهر سبتمبر عام 2015 أعلن نادي تشيلسي عن إقالة الطبيبة من منصبها. وبعد ثمانية أيام من إقالتها، برأ الاتحاد الإنجليزي لكرة القدم خوسيه مورينيو من تهمة استخدام التعليقات التمييزية والعنصرية ضدها، وذلك باستشارة خبير لغوي من دولة البرتغال. فلم يكلف الأمر استدعاء مورينيو ولا إيفا كارنيرو، لإعطاء الأدلة للاتحاد الإنجليزي لكرة القدم. ونصَّ التقرير بأنه كان قد تم فحص التسجيلات الصوتية ومعاينتها ولم يتضح فيها تلك العبارات والكلمات التي ادعَّى الخبير اللغوي بأن مورينيو كان قد لفظها.
وبعد ما قامت حملة مجموعة النساء في كرة القدم بالرجوع إلى خبير لغوي آخر، فتبين أنه كان على يقين من استخدام مورينيو لتلك العبارات النابية ضد المرأة، على عكس القرار الذي جاء به خبير الاتحاد الإنجليزي لكرة القدم. فمن هنا أصابوا النساء بالذهول، بخبر تبرئة المدرب البرتغالي، خوسيه مورينيو. وزيادةً على ذلك، فإن قرار تخليص مورينيو من هذه الحادثة، جعل كل من هيثر رابيتس ورئيس الاتحاد الإنجليزي لكرة القدم، جريج دايك، ينتقدان هذا القرار المثير للدهشة.
وفي أكتوبر من العام الماضي، تلقى نادي تشيلسي من محامين يعملون لصالح كارنيرو، إشعاراً يتهم النادي بالإهمال المتعمد والتسريح الداخلي. وفي مارس 2016، قام سام والاس، رئيس قسم كرة القدم التابع لصحيفة التلغراف البريطانية، بمقارنة الطريقة المثلى والسريعة التي يقوم فيها نادي تشيلسي بحل المسائل مع اللاعبين والمدراء وفي المقابل الطريقة المزرية التي عامل بها الطبيبة، حيث استمرت القضية لمدة سبعة شهور من التواني والتأجيل. فصرح والاس بأن على المدير القادم حل هذه المشكلة بأسرع ما يمكن.
وقد وقعت مفاوضات خاصة مع المحكمة المختصة بقضايا العمل في مطلع عام 2016، وذلك بخصوص هذه القضية والتي حددت بأن تقام في شهر يونيو ومن المقرر أن تستمر لمدة عشرة أيام.
وأشغل هذا الخبر العديد من وسائل الإعلام والجرائد، حيث تمت كتابته بإسهاب في الصفحات الأمامية بالخط العريض ولكن تمت تسويته بشروط سرية وخصوصية في اليوم التالي من نشره.
وأصدر نادي تشيلسي بياناً، يعرب فيه عن بالغ أسفه واعتذاره بشكل صريح وبدون تحفظ من كارنيرو وعائلتها، من أجل الأذى الذي أصابهم ودخولهم في دوامة من التوتر والأعصاب خلال الفترات العصيبة الماضية، وأكد فيه بأن كارنيرو كانت تتبع قواعد لعبة كرة القدم في اندفاعها إلى أرضية الملعب بذلك الشكل المفاجئ، وكل ذلك كان من أجل أداء واجبها المهني بالشكل المطلوب والوفاء بمسؤوليتها تجاه اللاعبين ووضع سلامتهم وصحتهم أولا. وفي نهاية كل هذه الأحداث والدراما، أنهت كارنيرو هذه القضية الحساسة مع المدرب خوسيه مورينيو، ولما تم النظر في الوثائق القانونية المرفوعة للمحكمة المختصة بقضايا العمل، تبين أن كارنيرو كانت قد رفضت في وقت سابق، عرض مغري بقيمة 1.2 مليون يورو من النادي اللندني لتسوية القضية وتهدئة الأوضاع.

## الحياة الشخصية
تزوجت كارنيرو من رجل الأعمال البريطاني، جيسون دي كاتيريت، في الحادية عشر من شهر نوفمبر، 2015.